# Arenivaga erratica
Arenivaga erratica je druh švába z čeledi Corydidae. Přirozeně se vyskytuje ve střední a Severní Americe. Jako první tento druh v roce 1903 popsal americký entomolog James Abram Garfield Rehn.

## Popis
Tento druh patří mezi středně velké šváby s oválně protáhlým tělem oranžovohnědé (písčité) barvy. Délka těla je 16 až 23 mm a šířka těla je 7 až 10 mm. Na prvním páru končetin mají dva drápky. Končetiny druhého a třetího páru jsou pokryty trny.

## Ekologie a chování
Vlastní chování tohoto druhu není známé. Pravděpodobně, tak jako ostatní druhy tohoto rodu, žijí v písčité půdě a živí se mykorrhizními houbami, zbytky listů a semeny. Na povrchu žijí pouze okřídlení samci. U švábů rodu Arenivaga je výrazný pohlavní dimorfismus, kdy jsou samice bezkřídlé a připomínají vši.